# Georg Claussen (Jurist)
Friedrich Georg Heinrich Claussen, auch Claußen, (* 1. Oktober 1819 in Wardenburg; † 11. August 1898 in Lübeck) war ein deutscher Jurist, oldenburgischer Abgeordneter und Landgerichtsdirektor in Lübeck.

## Leben
Georg Claußen entstammte einer oldenburgischen Pastorenfamilie; er war ein Sohn des Wardenburger Pastors und späteren Geheimen Oberkirchenrats Adolf Martin Claußen (1782–1858) und seiner Frau Magdalene Dorothee Christiane Auguste, geb. Oetken (1790–1858). Er studierte Rechtswissenschaften an der Universität Leipzig, wo er 1841 auch Mitglied der Leipziger Burschenschaft Kochei (heutige Leipziger Burschenschaft Germania) wurde.
1845 trat er in den Dienst des Großherzogtums Oldenburg. Er wurde zunächst Amtsauditor beim Amt Friesoythe, ab 1847 beim Amt Berne, danach Sekretär der Justizkanzlei in Oldenburg (Oldb). 1849 war er Mitglied des Oldenburgischen Landtags. Ab 1852 war er Richter am Landgericht Oldenburg. Von 1858 bis 1865 war er bei der Staatsanwaltschaft Oldenburg tätig.
1872 leitete er als Obergerichts-Direktor das großherzogliche Obergericht in Varel. Bei Einführung der Reichsjustizgesetze schlossen das Großherzogtum Oldenburg und die Freie und Hansestadt Lübeck im September 1878 einen Vertrag über ein gemeinsames Landgericht, dessen Bezirk das Lübecker Staatsgebiet sowie das zu Oldenburg gehörende Fürstentum Lübeck umfasste. Oldenburg erhielt das Recht zur Ernennung des Direktors und ernannte Georg Claussen zum ersten Direktor des neuen Landgerichts. Gleichzeitig war er  Mitglied des Oldenburgischen Staatsgerichtshofs.
Im Juni 1895 konnte er sein fünfzigjähriges Dienstjubiläum feiern. Aus diesem Anlass ehrte ihn der Lübecker Senat mit der Verleihung seiner höchsten Auszeichnung, der Gedenkmünze Bene Merenti, und der Großherzog von Oldenburg mit dem Ehren-Komturkreuz in Brillanten des Oldenburgischen Haus- und Verdienstorden.

## Auszeichnungen
- Roter Adlerorden, 3. Klasse (1870/71)
- Königlicher Kronen-Orden (Preußen) (1874)
- Oldenburgischer Haus- und Verdienstorden des Herzogs Peter Friedrich Ludwig

Ritterkreuz II. Klasse 1878
Ritterkreuz I. Klasse 1882
Ehren-Komturkreuz 1888
Komturkreuz mit Brillanten 1895